# 국제 곡물 이사회
국제 곡물 이사회(International Grains Council, IGC)는 영국 런던에 있는 정부간 기구이다.

## 설립 목적
- 곡물무역에 따른 국제협력 촉진
- 곡물무역 확대를 통한 자유로운 유통질서를 확립하여 국제무역시장의 안정에 기여
- 곡물무역에 관한 정보 교환과 자료 제공

## 기구 연혁
- 1949년 : 소맥협정으로 발족,
- 1995년 : 현재 명칭으로 변경
- 1968년 : 국제곡물협정으로 개편
- 1971년 : 다시 국제소맥협정으로 재발족
- 1995년 : 집행기관인 국제소맥이사회에서 곡물무역협약을 채택하고, 국제곡물이사회로 명칭 변경

## 회원국
현재 회원국은 26개국(25개 국가 및 EU)이다.

## 대한민국과의 관계
- 1953년 가입
- 2012년 6월 8일 제35차 총회에서 임승철 대한민국 주영대사관 1등서기관을 차기 의장으로 선출하였다.[1]